# Pachnobia sachalinensis
Pachnobia sachalinensis är en fjärilsart som beskrevs av Matsumura 1925. Pachnobia sachalinensis ingår i släktet Pachnobia och familjen nattflyn. Inga underarter finns listade i Catalogue of Life.